# My Valet
My Valet er en amerikansk stumfilm fra 1915 af Mack Sennett.

## Medvirkende
- Raymond Hitchcock som John Jones.
- Mack Sennett.
- Mabel Normand som Mabel Stebbins.
- Fred Mace.
- Frank Opperman som Hiram Stebbins.